# Вулиця Красицького
Ву́лиця Краси́цького — вулиця в Подільському районі міста Києва, місцевість Селище Шевченка. Пролягає від Вишгородської вулиці до вулиці Косенка.
Прилучаються вулиці Світязька, Моринецька, Мліївська, Лисянська і Золочевська, провулки Кобзарський та Кузьми Скрябіна.

## Історія
Виникла у 1-й половині XX століття під назвою вулиця Шевченка (на честь Т. Г. Шевченка). У середині століття прокладено її продовження — 716-у Нову вулицю. Після їх об'єднання 1953 року вулиця набула назву Сталіногірська (або Сталіногорська). Сучасна назва на честь українського художника Фотія  Красицького — з 1961 року.

## Цікаві факти
Поблизу будинку № 15 росте дуб віком близько 400 років. Обхват більше 4 м, висота — 30 м.

## Зображення

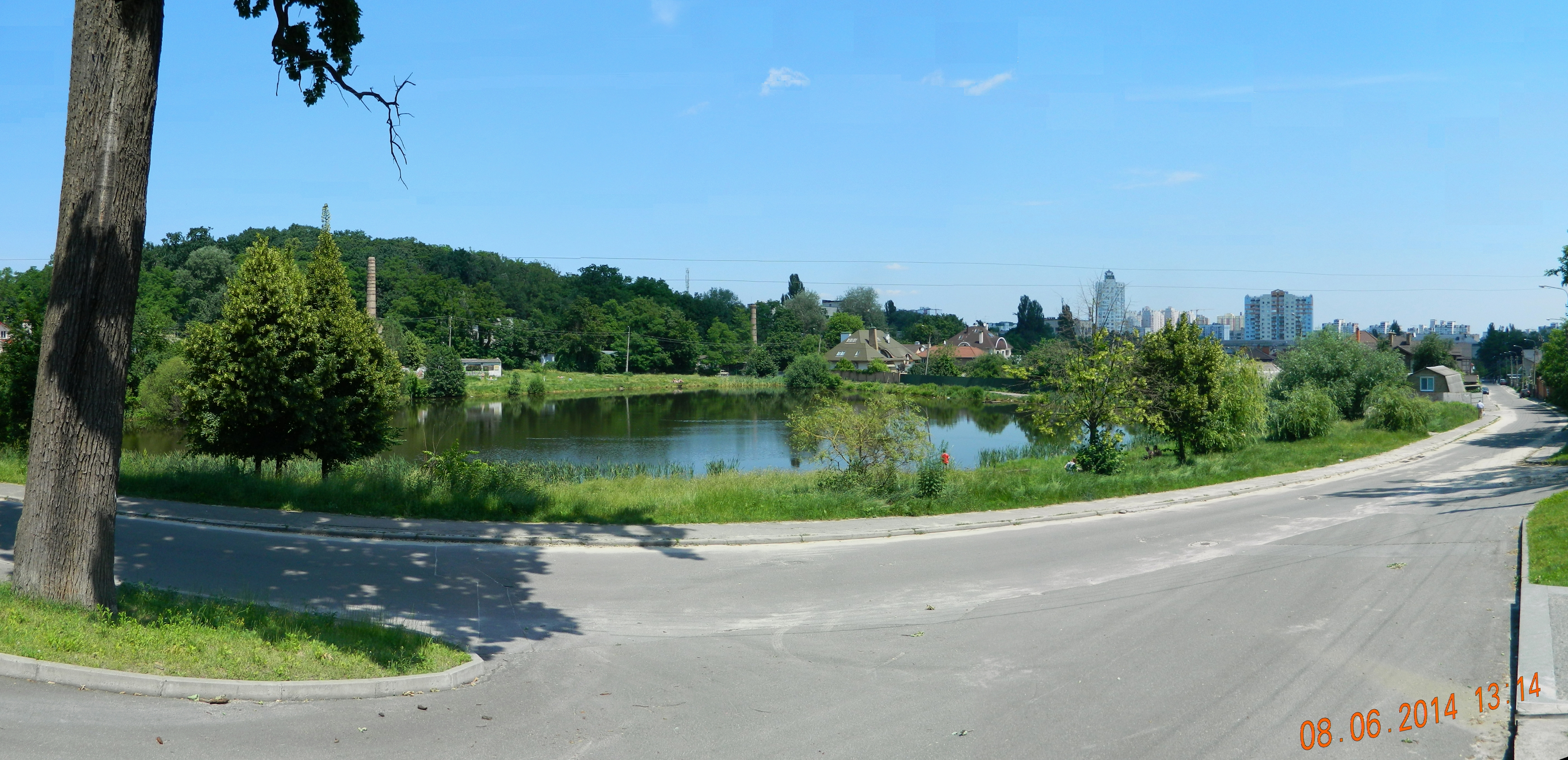
Ставок між вулицями Красицького, Кобзарською та колишнім провулком Водників
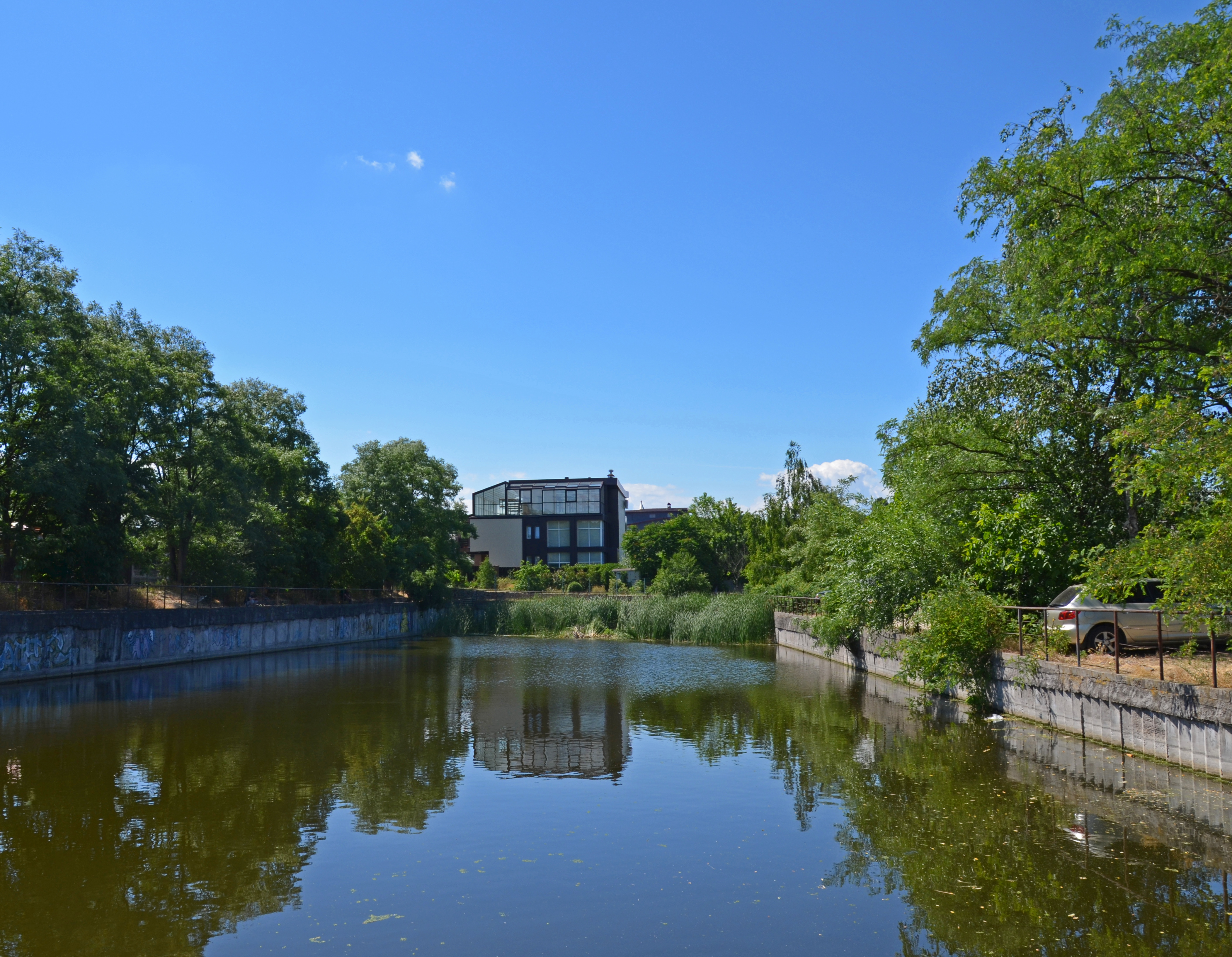
Став між вулицями Красицького і Моринецькою
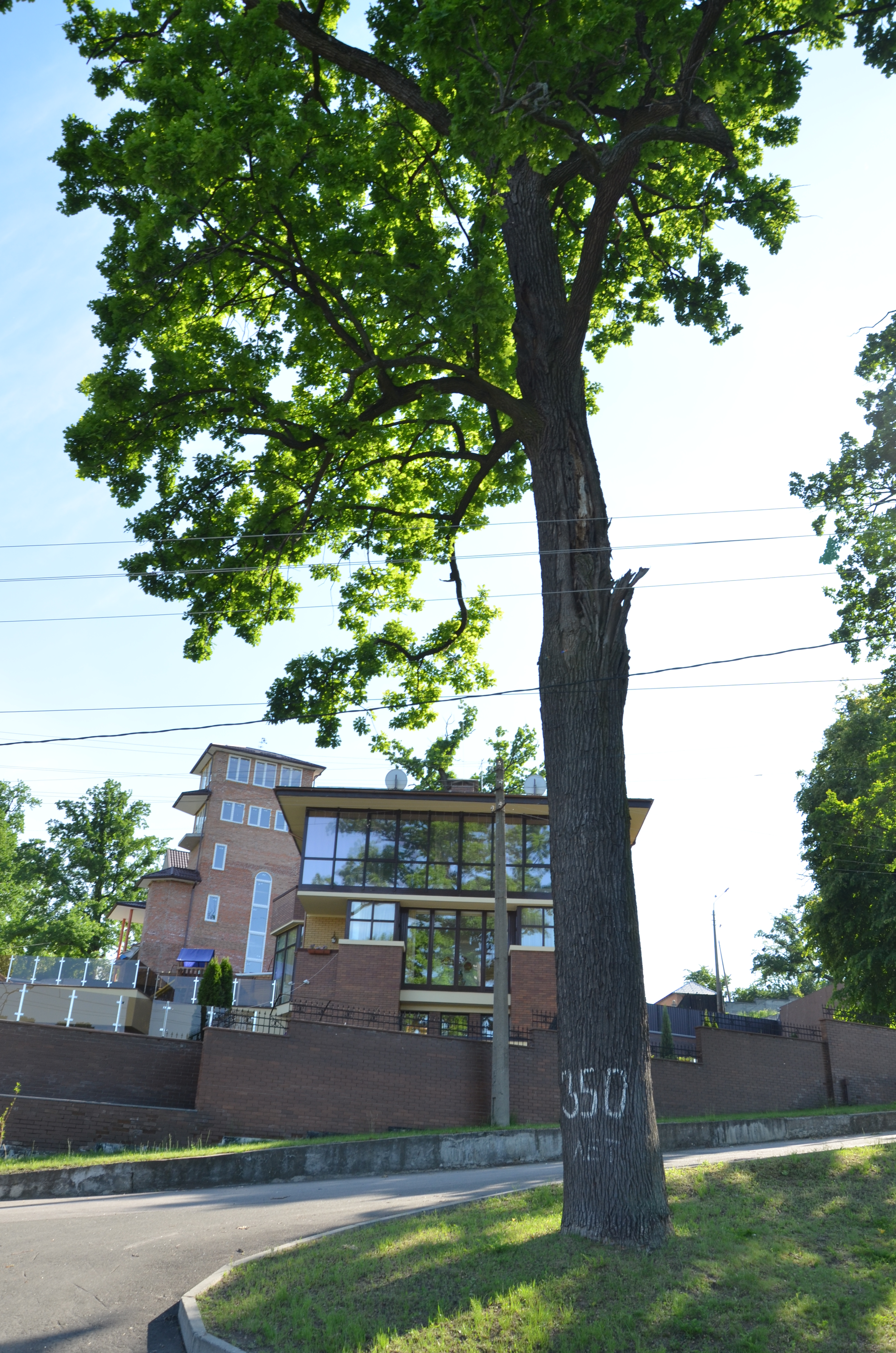
Дуб поблизу будинку № 45
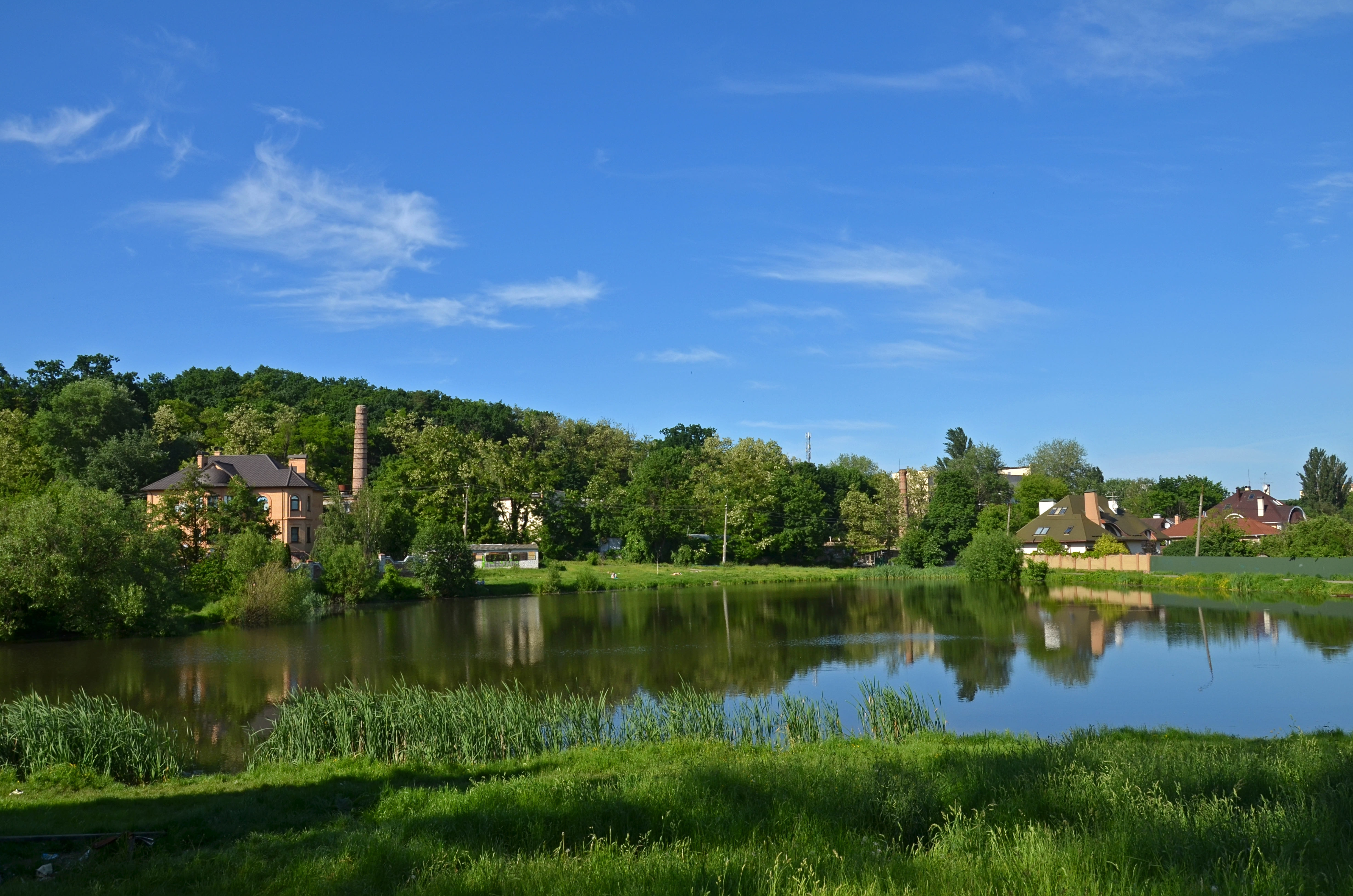
Ставок Кулик між вулицями Красицького та Кобзарською